# Sara Nordenstam
Sara Maria Evelina Nordenstam (Lycksele, Zweden, 28 februari 1983) is een Noorse zwemster. Tot 2004 kwam Nordenstam echter voor haar geboorteland Zweden uit. De Noorse is voormalig houdster van het Europees record op de 200 meter schoolslag op de langebaan.

## Carrière
Nordenstam maakte haar internationale debuut bij de Europese kampioenschappen kortebaanzwemmen 1999 in Lissabon met finaleplaatsen op de 200 en 400 meter wisselslag. 
Op de Europese kampioenschappen zwemmen 2000 in Helsinki bereikte Nordenstam de vierde plaats op de 200 meter wisselslag. Op de dubbele afstand werd ze uitgeschakeld in de series. Op de Europese kampioenschappen kortebaanzwemmen 2000 in Valencia eindigde de Zweedse als vierde op de 200 meter wisselslag. Op de 200 meter schoolslag en de 400 meter wisselslag slag strandde Nordenstam in de series.
Op de wereldkampioenschappen zwemmen 2001 in het Japanse Fukuoka eindigde Nordenstam als twaalfde op de 200 meter wisselslag en als dertiende op de 400 meter wisselslag. Tijdens de Europese kampioenschappen kortebaanzwemmen 2001 in Antwerpen eindigde de Zweedse op zowel de 200 meter schoolslag als de 200 meter wisselslag op de vierde plaats. Op de 400 meter wisselslag strandde zij in de series. 
Op de wereldkampioenschappen kortebaanzwemmen 2002 in Moskou eindigde Nordenstam als achtste op de 400 meter wisselslag, op de halve afstand miste ze door een negende plaats in de series nipt een finaleplaats. Op de Europese kampioenschappen zwemmen 2002 in Berlijn bereikte de Zweedse een zevende plaats op de 400 meter wisselslag, op de 200 meter wisselslag strandde ze in de halve finales en op de 200 meter schoolslag wist ze niet door de series te komen.

### Overstap naar Noorwegen
Op de Europese kampioenschappen kortebaanzwemmen 2004 in Wenen maakte Nordenstam haar internationale debuut voor Noorwegen met een achtste plaats op de 400 meter wisselslag. Op de 200 meter schoolslag en de 200 meter wisselslag eindigde de Noorse als tiende. 
Na het EK duurde het drie jaar voordat Nordenstam weer deelnam aan een internationaal toernooi, ze maakte haar rentree tijdens de Europese kampioenschappen kortebaanzwemmen 2007 in Debrecen. De Noorse strandde in Debrecen in de series van zowel de 200 meter schoolslag als de 200 meter wisselslag.
Op de Europese kampioenschappen zwemmen 2008 in Eindhoven strandde Nordenstam op al haar afstanden, de 100 en 200 meter schoolslag en de 200 en 400 meter wisselslag, in de series. Tijdens de Olympische Zomerspelen 2008 in Peking verbeterde Nordenstam in de series het Europees record op de 200 meter schoolslag, maar in de halve finales raakte ze haar record kwijt aan de Oostenrijkse Mirna Jukić. In de finale pakte de Noorse achter de Amerikaanse Rebecca Soni, die het wereldrecord verbeterde, en de Australische Leisel Jones de bronzen medaille. Dankzij deze prestatie werd Nordenstam de eerste Noorse zwemster die een olympische medaille won, daarnaast pakte ze het Europees record terug. Op haar andere afstanden, de 200 en 400 meter wisselslag, strandde de Noorse in de series. Op de Europese kampioenschappen kortebaanzwemmen 2008 in Rijeka eindigde Nordenstam als achtste op de 200 meter schoolslag. Op de 100 meter schoolslag strandde ze in de halve finales en op de 200 en 400 meter wisselslag in de series. Met haar ploeggenoten Katharina Stiberg, Ingvild Snildal en Henriette Brekke wist ze zich niet voor de finale te plaatsen op de 4x50 meter wisselslag.

### 2009-heden
Op de wereldkampioenschappen zwemmen 2009 in Rome werd de Noorse op al haar afstanden uitgeschakeld in de series, op de 4x100 meter wisselslag strandde ze samen met Katharina Stiberg, Ingvild Snildal en Henriette Brekke in de series.
Tijdens de Europese kampioenschappen zwemmen 2010 in Boedapest veroverde Nordenstam de zilveren medaille op de 200 meter schoolslag, daarnaast eindigde ze als zesde op de 400 meter wisselslag en werd ze uitgeschakeld in de halve finales van de 100 meter schoolslag en de 200 meter vlinderslag. Samen met Ingvild Snildal, Katharina Stiberg en Cecilie Johannesen strandde ze in de series van de 4x100 meter wisselslag. In Dubai nam de Noorse deel aan de wereldkampioenschappen kortebaanzwemmen 2010. Op dit toernooi werd ze op al haar afstanden uitgeschakeld in de series, op de 4x100 meter wisselslag strandde ze samen met Katharina Stiberg, Ingvild Snildal en Cecilie Johannesen in de series.
Op de wereldkampioenschappen zwemmen 2011 in Shanghai werd Nordenstam op al haar afstanden uitgeschakeld in de series.
Tijdens de Europese kampioenschappen zwemmen 2012 in Debrecen werd de Noorse Europees kampioene op de 200 meter schoolslag, daarnaast strandde ze in de series van zowel de 100 meter schoolslag als de 400 meter wisselslag. In Londen nam Nordenstam deel aan de Olympische Zomerspelen 2012. Op dit toernooi werd ze uitgeschakeld in de series van de 200 meter schoolslag en de 400 meter wisselslag.

## Internationale toernooien
| Jaar | Olympische Spelen                                           | WK langebaan                                                                      | WK kortebaan                                                                                          | EK langebaan                                                                                              | EK kortebaan                                                                                        |
| ---- | ----------------------------------------------------------- | --------------------------------------------------------------------------------- | --- | --- | --------------------------------------------------------------------------------------------------- |
| 1999 |                                                             |                                                                                   | geen deelname                                                                                         | geen deelname                                                                                             | 7e 200m wisselslag 7e 400m wisselslag                                                               |
| 2000 | geen deelname                                               |                                                                                   | geen deelname                                                                                         | 4e 200m wisselslag 10e 400m wisselslag                                                                    | 14e 200m schoolslag 4e 200m wisselslag 9e 400m wisselslag                                           |
| 2001 |                                                             | 12e 200m wisselslag 13e 400m wisselslag                                           | | | 4e 200m schoolslag 4e 200m wisselslag DSQ 400m wisselslag                                           |
| 2002 |                                                             |                                                                                   | 9e 200m wisselslag 8e 400m wisselslag                                                                 | 18e 200m schoolslag 9e 200m wisselslag 7e 400m wisselslag                                                 | geen deelname                                                                                       |
| 2003 |                                                             | geen deelname                                                                     | | | geen deelname                                                                                       |
| 2004 | geen deelname                                               |                                                                                   | geen deelname                                                                                         | geen deelname                                                                                             | 10e 200m schoolslag 30e 100m vlinderslag 10e 200m wisselslag 8e 400m wisselslag                     |
| 2005 |                                                             | geen deelname                                                                     | | | geen deelname                                                                                       |
| 2006 |                                                             |                                                                                   | geen deelname                                                                                         | geen deelname                                                                                             | geen deelname                                                                                       |
| 2007 |                                                             | geen deelname                                                                     | | | 24e 200m schoolslag 20e 200m wisselslag DSQ 400m wisselslag                                         |
| 2008 | 200m schoolslag · 23e 200m wisselslag · 18e 400m wisselslag |                                                                                   | geen deelname                                                                                         | 33e 100m schoolslag 23e 200m schoolslag 27e 200m wisselslag 13e 400m wisselslag                           | 15e 100m schoolslag 8e 200m schoolslag 13e 200m wisselslag 16e 400m wisselslag 11e 4x50m wisselslag |
| 2009 |                                                             | 36e 100m schoolslag 22e 200m schoolslag 35e 200m wisselslag 18e 4x100m wisselslag | | | geen deelname                                                                                       |
| 2010 |                                                             |                                                                                   | 30e 100m schoolslag 17e 200m schoolslag 24e 200m wisselslag 14e 400m wisselslag 10e 4x100m wisselslag | 10e 100m schoolslag · 200m schoolslag · 15e 200m vlinderslag · 6e 400m wisselslag · 10e 4x100m wisselslag | geen deelname                                                                                       |
| 2011 |                                                             | 31e 100m schoolslag 21e 200m schoolslag 28e 200m vlinderslag                      | | | geen deelname                                                                                       |
| 2012 | 23e 200m schoolslag 30e 400m wisselslag                     |                                                                                   | geen deelname                                                                                         | 19e 100m schoolslag · 200m schoolslag · 10e 400m wisselslag                                               | geen deelname                                                                                       |

## Persoonlijke records
Bijgewerkt tot en met 28 oktober 2011
Kortebaan
| Afstand         | Tijd    | Datum            | Plaats       |
| --------------- | ------- | ---------------- | ------------ |
| 100m schoolslag | 1.08,10 | 13 december 2008 | Rijeka       |
| 200m schoolslag | 2.23,40 | 12 december 2008 | Rijeka       |
| 200m wisselslag | 2.11,23 | 13 december 2001 | Antwerpen    |
| 400m wisselslag | 4.38,36 | 28 oktober 2011  | Lambertseter |

Langebaan
| Afstand         | Tijd    | Datum            | Plaats    |
| --------------- | ------- | ---------------- | --------- |
| 100m schoolslag | 1.09,39 | 10 augustus 2010 | Boedapest |
| 200m schoolslag | 2.23,02 | 15 augustus 2008 | Peking    |
| 200m wisselslag | 2.15,13 | 11 augustus 2008 | Peking    |
| 400m wisselslag | 4.40,28 | 9 augustus 2008  | Peking    |